# Sneberka
Sneberka (rus: Снеберка) és un petit poble del districte o raion de Monastyrshchina, a l'óblast de Smolensk, a Rússia. La població és de 14 persones.